# Ludovic al VII-lea, Landgraf de Hesse-Darmstadt
Ludovic al VII-lea, Landgraf de Hesse-Darmstadt (22 iunie 1658 – 31 august 1678) a fost regent hesian.
Ludovic al VII-lea a fost fiul Landgrafului Ludovic al VI-lea de Hesse-Darmstadt și a soției acestuia, Maria Elisabeth de Holstein-Gottorp. După moartea tatălui său a început conducerea ca Landgraf la 24 aprilie 1678.
A domnit numai 18 săptămâni și patru zile înainte să moare de o infecție la 31 august 1678.